# Campeonato Mundial de Balonmano Masculino Junior de 2017
El XXI Campeonato Mundial de Balonmano Masculino Junior se celebró en Argel, (Argelia) entre el 18 y el 30 de julio de 2017, bajo la organización de la IHF.

## Sedes
Los partidos del torneo fueron disputados en la ciudad de Argel, en dos sedes.
| Argel                                   | Argel                                | Argel |
| --------------------------------------- | ------------------------------------ | ----- |
| Pabellón Harcha Hassan Capacidad: 8,500 | Pabellón La Coupole Capacidad: 5,000 | Argel |
|                                         |                                      | Argel |

## Equipos clasificados
| Competición                                                   | Fechas                            | Cupos | Calificados                                                                       |
| ------------------------------------------------------------- | --------------------------------- | ----- | --------------------------------------------------------------------------------- |
| Nación sede                                                   |                                   | 1     | Argelia                                                                           |
| Campeonato Mundial de Balonmano Masculino Junior de 2015      | 19 de julio – 1 de agosto de 2015 | 1     | Francia                                                                           |
| Campeonato Asiático de Balonmano Masculino Junior de 2016     | 22 de julio – 1 de agosto de 2016 | 3     | Catar Arabia Saudita Corea del Sur                                                |
| Campeonato Europeo de Balonmano Masculino Junior de 2016      | 28 de julio – 7 de agosto de 2016 | 4     | España Alemania Croacia Noruega                                                   |
| Campeonato Africano de Balonmano Masculino Junior de 2016     | 11–18 de septiembre de 2016       | 4     | Túnez Egipto Burkina Faso Marruecos                                               |
| Torneo Eropeo de clasificación                                | 4–8 de enero de 2017              | 8     | Dinamarca Islas Feroe Hungría Islandia Macedonia del Norte Rusia Eslovenia Suecia |
| Campeonato Panamericano de Balonmano Masculino Junior de 2017 | 20–25 de marzo de 2017            | 3     | Brasil Argentina Chile                                                            |

## Sorteo
El sorteo fue realizado el 10 de mayo de 2017.

### Bolilleros
Los bolilleros fueron anunciados el 8 de mayo de 2017.
| Bolillero 1                     | Bolillero 2                      | Bolillero 3                                   | Bolillero 4                          | Bolillero 5                                    | Bolillero 6                  |
| ------------------------------- | -------------------------------- | --------------------------------------------- | ------------------------------------ | ---------------------------------------------- | ---------------------------- |
| Francia España Alemania Croacia | Túnez Noruega Dinamarca Islandia | Macedonia del Norte Argelia Islas Feroe Catar | Hungría Egipto Arabia Saudita Brasil | Eslovenia Burkina Faso Corea del Sur Argentina | Rusia Marruecos Suecia Chile |

## Formato
Los 24 equipos se dividieron en 4 grupos de 6 equipos. Los 4 mejores de cada grupo, alcanzan la fase de octavos de final en eliminatoria directa hasta la final. Quienes resulten los 8 perdedores en los octavos de final disputarán sólo un partido más por los puestos 9.º, 11ro, 13.º y 15.º (según quedaron posicionados por su actuación en la fase de grupos). Los perdedores de los cuartos de final jugarán una llave de 4 para disputarse los puestos 5.º y 3.º.
Los dos equipos restantes por grupo de la primera fase también siguen jugando una ronda de emplazamiento llamada "Copa Presidente". Los equipos posicionados quintos en cada grupo juegan una llave de 4 por los puestos 17.º - 20.º, y los últimos (sextos) hacen lo mismo disputando los puestos 21.º - 24.º.

## Grupos
| Grupo A       | Grupo B   | Grupo C             | Grupo D        |
| ------------- | --------- | ------------------- | -------------- |
| Alemania      | Francia   | España              | Croacia        |
| Noruega       | Eslovenia | Macedonia del Norte | Islandia       |
| Hungría       | Dinamarca | Túnez               | Argelia        |
| Islas Feroe   | Suecia    | Rusia               | Argentina      |
| Corea del Sur | Egipto    | Brasil              | Arabia Saudita |
| Chile         | Catar     | Burkina Faso        | Marruecos      |

## Árbitros
Fueron seleccionadas 15 parejas de árbitros para el torneo:
| Árbitros             | Árbitros                                      |
| -------------------- | --------------------------------------------- |
| Austria              | Radojko Brkic Andrej Jusufhodzic              |
| Rusia                | Nikolaj Volodkov Evgenij Zotin                |
| Argelia              | Yousef Belkhiri Si Ali Hamidi                 |
| Brasil               | Adriano Alves Rocha Daniel Magalhães Da Silva |
| Baréin               | Hussain Al-Mawt Samer Marhoon                 |
| Bosnia y Herzegovina | Amar Konjičanin Dino Konjičanin               |
| España               | Javier Álvarez Mata Yon Bustamente López      |
| Turquía              | Erdogan Kursad Ibrahim Özdeniz                |

| Árbitros | Árbitros                            |
| -------- | ----------------------------------- |
| Islandia | Svavar Pétursson Arnar Sigurjónsson |
| Noruega  | Lars Jørum Havard Kleven            |
| Francia  | Karim Gasmi Raouf Gasmi             |
| Hungría  | Miklos Andorka Robert Hucker        |
| Suecia   | Mirza Kurtagic Mattias Wetterwik    |
| Túnez    | Samir Krichen Samir Makhlouf        |
| Togo     | Yao Akpatsa Agbeko Assignon         |

## Ronda Previa
Los primeros cuatro de cada grupo alcanzaron los octavos de final. Los equipos restantes jugaron entre sí por los puestos 17 a 24.

### Grupo A
| Equipo        | J | G | E | P | GF  | GC  | DG  | PTS |
| ------------- | - | - | - | - | --- | --- | --- | --- |
| Alemania      | 5 | 5 | 0 | 0 | 185 | 128 | +57 | 10  |
| Noruega       | 5 | 4 | 0 | 1 | 160 | 122 | +38 | 8   |
| Hungría       | 5 | 3 | 0 | 2 | 154 | 132 | +22 | 6   |
| Islas Feroe   | 5 | 2 | 0 | 3 | 126 | 145 | -19 | 4   |
| Corea del Sur | 5 | 1 | 0 | 4 | 151 | 176 | -25 | 2   |
| Chile         | 5 | 0 | 0 | 5 | 121 | 194 | -73 | 0   |

|  | Clasificado para los octavos de final |  | Clasificado para la Copa Presidente (17.º al 20.º) |  | Clasificado para la Copa Presidente (21.º al 24.º) |

| Fecha | Hora  | Local         | Resultado | Visitante     |
| ----- | ----- | ------------- | --------- | ------------- |
| 18-07 | 10:00 | Alemania      | 25:21     | Hungría       |
| 18-07 | 12:00 | Noruega       | 31:29     | Corea del Sur |
| 18-07 | 14:00 | Islas Feroe   | 31:28     | Chile         |
| 20-07 | 16:00 | Hungría       | 22-31     | Noruega       |
| 20-07 | 18:30 | Chile         | 25:51     | Alemania      |
| 20-07 | 20:00 | Corea del Sur | 27:28     | Islas Feroe   |
| 21-07 | 16:00 | Alemania      | 48:33     | Corea del Sur |
| 21-07 | 18:00 | Noruega       | 29:23     | Islas Feroe   |
| 21-07 | 20:00 | Hungría       | 39:23     | Chile         |
| 23-07 | 16:00 | Noruega       | 41:16     | Chile         |
| 23-07 | 18:00 | Islas Feroe   | 21:29     | Alemania      |
| 23-07 | 20:00 | Corea del Sur | 30:40     | Hungría       |
| 24-07 | 16:00 | Corea del Sur | 32:29     | Chile         |
| 24-07 | 18:00 | Islas Feroe   | 23:32     | Hungría       |
| 24-07 | 20:00 | Alemania      | 32:28     | Noruega       |

### Grupo B
| Equipo    | J | G | E | P | GF  | GC  | DG  | PTS |
| --------- | - | - | - | - | --- | --- | --- | --- |
| Francia   | 5 | 4 | 1 | 0 | 154 | 120 | +34 | 9   |
| Eslovenia | 5 | 4 | 1 | 0 | 145 | 126 | +19 | 9   |
| Dinamarca | 5 | 3 | 0 | 2 | 147 | 134 | +13 | 6   |
| Suecia    | 5 | 2 | 0 | 3 | 138 | 143 | -5  | 4   |
| Egipto    | 5 | 1 | 0 | 4 | 130 | 154 | -24 | 2   |
| Catar     | 5 | 0 | 0 | 5 | 117 | 154 | -37 | 0   |

|  | Clasificado para los octavos de final |  | Clasificado para la Copa Presidente (17.ºo al 20.º) |  | Clasificado para la Copa Presidente (21.º al 24.º) |

| Fecha | Hora  | Local     | Resultado | Visitante |
| ----- | ----- | --------- | --------- | --------- |
| 18-07 | 16:00 | Francia   | 36:30     | Egipto    |
| 18-07 | 18:00 | Dinamarca | 30:33     | Eslovenia |
| 18-07 | 20:00 | Catar     | 21:22     | Suecia    |
| 20-07 | 16:00 | Egipto    | 20:26     | Dinamarca |
| 20-07 | 18:00 | Suecia    | 28:31     | Francia   |
| 20-07 | 20:00 | Eslovenia | 31:23     | Catar     |
| 21-07 | 10:00 | Francia   | 22:22     | Eslovenia |
| 21-07 | 12:00 | Dinamarca | 26:26     | Catar     |
| 21-07 | 14:00 | Egipto    | 27:35     | Suecia    |
| 23-07 | 16:00 | Dinamarca | 33:25     | Suecia    |
| 23-07 | 18:00 | Catar     | 18:35     | Francia   |
| 23-07 | 20:00 | Eslovenia | 28:23     | Egipto    |
| 24-07 | 10:00 | Eslovenia | 31:28     | Suecia    |
| 24-07 | 12:00 | Catar     | 29:30     | Egipto    |
| 24-07 | 14:00 | Francia   | 30:22     | Dinamarca |

### Grupo C
| Equipo              | J | G | E | P | GF  | GC  | DG   | PTS |
| ------------------- | - | - | - | - | --- | --- | ---- | --- |
| España              | 5 | 5 | 0 | 0 | 159 | 105 | +44  | 10  |
| Macedonia del Norte | 5 | 3 | 0 | 2 | 157 | 133 | +24  | 6   |
| Túnez               | 5 | 3 | 0 | 2 | 161 | 134 | +27  | 6   |
| Rusia               | 5 | 2 | 1 | 2 | 145 | 118 | +27  | 5   |
| Brasil              | 5 | 2 | 0 | 3 | 137 | 126 | +11  | 4   |
| Burkina Faso        | 5 | 0 | 0 | 5 | 75  | 218 | -143 | 0   |

|  | Clasificado para los octavos de final |  | Clasificado para la Copa Presidente (17.º al 20.º) |  | Clasificado para la Copa Presidente (21.º al 24.º) |

| Fecha | Hora  | Local               | Resultado | Visitante           |
| ----- | ----- | ------------------- | --------- | ------------------- |
| 18-07 | 10:00 | España              | 29:21     | Brasil              |
| 18-07 | 12:00 | Túnez               | 50:17     | Burkina Faso        |
| 18-07 | 14:00 | Macedonia del Norte | 29:22     | Rusia               |
| 20-07 | 16:00 | Brasil              | 36-29     | Túnez               |
| 20-07 | 18:00 | Rusia               | 26:31     | España              |
| 20-07 | 20:00 | Burkina Faso        | 20:48     | Macedonia del Norte |
| 21-07 | 14:00 | Brasil              | 20:23     | Rusia               |
| 21-07 | 16:00 | España              | 38:12     | Burkina Faso        |
| 21-07 | 18:00 | Túnez               | 32:27     | Macedonia del Norte |
| 23-07 | 16:00 | Túnez               | 29:29     | Rusia               |
| 23-07 | 18:00 | Macedonia del Norte | 25:36     | España              |
| 23-07 | 20:00 | Burkina Faso        | 17:37     | Brasil              |
| 24-07 | 14:00 | España              | 25:21     | Túnez               |
| 24-07 | 16:00 | Burkina Faso        | 9:45      | Rusia               |
| 24-07 | 18:00 | Macedonia del Norte | 28:23     | Brasil              |

### Grupo D
| Equipo         | J | G | E | P | GF  | GC  | DG  | PTS |
| -------------- | - | - | - | - | --- | --- | --- | --- |
| Croacia        | 5 | 4 | 1 | 0 | 140 | 112 | +38 | 9   |
| Islandia       | 5 | 4 | 0 | 1 | 170 | 120 | +50 | 8   |
| Argelia        | 5 | 2 | 2 | 1 | 118 | 114 | +4  | 6   |
| Argentina      | 5 | 2 | 1 | 2 | 130 | 124 | +6  | 5   |
| Arabia Saudita | 5 | 1 | 0 | 4 | 123 | 146 | -23 | 2   |
| Marruecos      | 5 | 0 | 0 | 5 | 82  | 147 | -65 | 0   |

|  | Clasificado para los octavos de final |  | Clasificado para la Copa Presidente (17.º al 20.º) |  | Clasificado para la Copa Presidente (21.º al 24.º) |

| Fecha | Hora  | Local          | Resultado | Visitante      |
| ----- | ----- | -------------- | --------- | -------------- |
| 18-07 | 16:00 | Croacia        | 32:26     | Arabia Saudita |
| 18-07 | 18:00 | Islandia       | 36:27     | Argentina      |
| 18-07 | 20:45 | Argelia        | 24:19     | Marruecos      |
| 20-07 | 16:00 | Arabia Saudita | 24:48     | Islandia       |
| 20-07 | 18:00 | Marruecos      | 12:29     | Croacia        |
| 20-07 | 20:45 | Argentina      | 25:25     | Argelia        |
| 21-07 | 10:00 | Croacia        | 26:24     | Argentina      |
| 21-07 | 12:00 | Arabia Saudita | 29:19     | Marruecos      |
| 21-07 | 20:45 | Islandia       | 25:22     | Argelia        |
| 23-07 | 16:00 | Islandia       | 35:18     | Marruecos      |
| 23-07 | 18:00 | Argentina      | 24:23     | Arabia Saudita |
| 23-07 | 20:45 | Argelia        | 24:24     | Croacia        |
| 24-07 | 10:00 | Argentina      | 30:14     | Marruecos      |
| 24-07 | 12:00 | Croacia        | 29:26     | Islandia       |
| 24-07 | 20:45 | Argelia        | 23:21     | Arabia Saudita |

## Fase final
|  | Octavos de final    | Octavos de final    |                     |           | Cuartos de final    | Cuartos de final    |  |          | Semifinales         | Semifinales         |         |              | Final               | Final               |  |
|  | 26 de julio de 2017 | 26 de julio de 2017 |                     |           | 27 de julio de 2017 | 27 de julio de 2017 |  |          | 29 de julio de 2017 | 29 de julio de 2017 |         |              | 30 de julio de 2017 | 30 de julio de 2017 |  |
|  |                     |                     |                     |           |                     |                     |  |          |                     |                     |         |              |                     |                     |  |
|  |                     |                     |                     |           |                     |                     |  |          |                     |                     |         |              |                     |                     |  |
|  | Francia             | 28                  |                     |           |                     |                     |  |          |                     |                     |         |              |                     |                     |  |
|  | Francia             | 28                  |                     |           |                     |                     |  |          |                     |                     |         |              |                     |                     |  |
|  | Islas Feroe         | 25                  |                     |           |                     |                     |  |          |                     |                     |         |              |                     |                     |  |
|  | Islas Feroe         | 25                  |                     | Francia   | 33                  |                     |  |          |                     |                     |         |              |                     |                     |  |
|  |                     |                     |                     | Francia   | 33                  |                     |  |          |                     |                     |         |              |                     |                     |  |
|  |                     |                     | Macedonia del Norte | 17        |                     |                     |  |          |                     |                     |         |              |                     |                     |  |
|  | Argelia             | 20                  | Macedonia del Norte | 17        |                     |                     |  |          |                     |                     |         |              |                     |                     |  |
|  | Argelia             | 20                  |                     |           |                     |                     |  |          |                     |                     |         |              |                     |                     |  |
|  | Macedonia del Norte | 24                  |                     |           |                     |                     |  |          |                     |                     |         |              |                     |                     |  |
|  | Macedonia del Norte | 24                  |                     |           |                     |                     |  | Francia  | 35                  |                     |         |              |                     |                     |  |
|  |                     |                     |                     |           |                     |                     |  | Francia  | 35                  |                     |         |              |                     |                     |  |
|  |                     |                     | Dinamarca           | 36        |                     |                     |  |          |                     |                     |         |              |                     |                     |  |
|  | Dinamarca           | 34                  | Dinamarca           | 36        |                     |                     |  |          |                     |                     |         |              |                     |                     |  |
|  | Dinamarca           | 34                  |                     |           |                     |                     |  |          |                     |                     |         |              |                     |                     |  |
|  | Noruega             | 27                  |                     |           |                     |                     |  |          |                     |                     |         |              |                     |                     |  |
|  | Noruega             | 27                  |                     | Dinamarca | 38                  |                     |  |          |                     |                     |         |              |                     |                     |  |
|  |                     |                     |                     | Dinamarca | 38                  |                     |  |          |                     |                     |         |              |                     |                     |  |
|  |                     |                     | Rusia               | 31        |                     |                     |  |          |                     |                     |         |              |                     |                     |  |
|  | Croacia             | 25                  | Rusia               | 31        |                     |                     |  |          |                     |                     |         |              |                     |                     |  |
|  | Croacia             | 25                  |                     |           |                     |                     |  |          |                     |                     |         |              |                     |                     |  |
|  | Rusia               | 34                  |                     |           |                     |                     |  |          |                     |                     |         |              |                     |                     |  |
|  | Rusia               | 34                  |                     |           |                     |                     |  |          |                     |                     |         | Dinamarca    | 38                  |                     |  |
|  |                     |                     |                     |           |                     |                     |  |          |                     |                     |         | Dinamarca    | 38                  |                     |  |
|  |                     |                     | España(TE)          | 39        |                     |                     |  |          |                     |                     |         |              |                     |                     |  |
|  | Alemania (TE)       | 31                  | España(TE)          | 39        |                     |                     |  |          |                     |                     |         |              |                     |                     |  |
|  | Alemania (TE)       | 31                  |                     |           |                     |                     |  |          |                     |                     |         |              |                     |                     |  |
|  | Suecia              | 28                  |                     |           |                     |                     |  |          |                     |                     |         |              |                     |                     |  |
|  | Suecia              | 28                  |                     | Alemania  | 27                  |                     |  |          |                     |                     |         |              |                     |                     |  |
|  |                     |                     |                     | Alemania  | 27                  |                     |  |          |                     |                     |         |              |                     |                     |  |
|  |                     |                     | Túnez               | 21        |                     |                     |  |          |                     |                     |         |              |                     |                     |  |
|  | Túnez               | 28                  | Túnez               | 21        |                     |                     |  |          |                     |                     |         |              |                     |                     |  |
|  | Túnez               | 28                  |                     |           |                     |                     |  |          |                     |                     |         |              |                     |                     |  |
|  | Islandia            | 27                  |                     |           |                     |                     |  |          |                     |                     |         |              |                     |                     |  |
|  | Islandia            | 27                  |                     |           |                     |                     |  | Alemania | 21                  |                     |         |              |                     |                     |  |
|  |                     |                     |                     |           |                     |                     |  | Alemania | 21                  |                     |         |              |                     |                     |  |
|  |                     |                     | España              | 26        |                     |                     |  |          |                     |                     |         |              |                     |                     |  |
|  | Hungría (TE)        | 26                  | España              | 26        |                     |                     |  |          |                     |                     |         |              |                     |                     |  |
|  | Hungría (TE)        | 26                  |                     |           |                     |                     |  |          |                     |                     |         |              |                     |                     |  |
|  | Eslovenia           | 25                  |                     |           |                     |                     |  |          |                     |                     |         |              |                     |                     |  |
|  | Eslovenia           | 25                  |                     | Hungría   | 29                  |                     |  |          |                     |                     |         | Tercer lugar | Tercer lugar        |                     |  |
|  |                     |                     |                     | Hungría   | 29                  |                     |  |          |                     |                     |         | Tercer lugar | Tercer lugar        |                     |  |
|  |                     |                     | España (TE)         | 30        |                     |                     |  |          |                     |                     |         |              |                     |                     |  |
|  | España              | 27                  | España (TE)         | 30        |                     |                     |  |          |                     |                     | Francia | 23           |                     |                     |  |
|  | España              | 27                  |                     |           |                     |                     |  |          |                     |                     | Francia | 23           |                     |                     |  |
|  | Argentina           | 21                  |                     |           |                     |                     |  |          |                     |                     |         |              | Alemania            | 22                  |  |
|  | Argentina           | 21                  |                     |           |                     |                     |  |          |                     |                     |         |              | Alemania            | 22                  |  |
|  |                     |                     |                     |           |                     |                     |  |          |                     |                     |         |              |                     |                     |  |

### Octavos de final
| Fecha | Hora  | Local     | Resultado  | Visitante           | Reporte       |
| ----- | ----- | --------- | ---------- | ------------------- | ------------- |
| 26-07 | 14:00 | Francia   | 28:25      | Islas Feroe         | FRA-FRO — PDF |
| 26-07 | 20:45 | Argelia   | 20:24      | Macedonia del Norte | ALG-MKD — PDF |
| 26-07 | 20:45 | Dinamarca | 34:27      | Noruega             | DEN-NOR — PDF |
| 26-07 | 18:30 | Croacia   | 25:34      | Rusia               | CRO-RUS — PDF |
| 26-07 | 16:15 | Alemania  | 31:28 (TE) | Suecia              | GER-SWE — PDF |
| 26-07 | 14:00 | Túnez     | 28:27      | Islandia            | TUN-ISL — PDF |
| 26-07 | 18:30 | Hungría   | 26:25 (TE) | Eslovenia           | HUN-SLO — PDF |
| 26-07 | 16:15 | España    | 27:21      | Argentina           | ARG-ESP — PDF |

### Cuartos de final
| Fecha | Hora  | Local     | Resultado  | Visitante           | Reporte       |
| ----- | ----- | --------- | ---------- | ------------------- | ------------- |
| 27-07 | 18:00 | Francia   | 33:17      | Macedonia del Norte | FRA-MKD — PDF |
| 27-07 | 18:00 | Alemania  | 27:21      | Túnez               | GER-TUN — PDF |
| 27-07 | 20:45 | Dinamarca | 38:31      | Rusia               | DEN-RUS — PDF |
| 27-07 | 20:45 | Hungría   | 29:30 (TE) | España              | HUN-ESP — PDF |

### Semifinales
| Fecha | Hora  | Local    | Resultado | Visitante | Reporte       |
| ----- | ----- | -------- | --------- | --------- | ------------- |
| 29-07 | 18:30 | Francia  | 34:37     | Dinamarca | FRA-DEN — PDF |
| 29-07 | 20:45 | Alemania | 21:26     | España    | GER-ESP — PDF |

### Tercer puesto
| Fecha | Hora  | Local   | Resultado | Visitante | Reporte       |
| ----- | ----- | ------- | --------- | --------- | ------------- |
| 30-07 | 15:30 | Francia | 23:22     | Alemania  | FRA-GER — PDF |

### Final
| Fecha | Hora  | Local     | Resultado | Visitante | Reporte       |
| ----- | ----- | --------- | --------- | --------- | ------------- |
| 30-07 | 18:00 | Dinamarca | 38:39     | España    | DEN-ESP — PDF |

### Llave de quinto a octavo puesto
|  | Eliminatoria 5.º a 8.º | Eliminatoria 5.º a 8.º |    |                     | Quinto puesto         | Quinto puesto |  |
|  |                        |                        |    |                     |                       |               |  |
|  | 29 de julio de 2017    |                        |    |                     |                       |               |  |
|  | Macedonia del Norte    | 36                     |    |                     |                       |               |  |
|  | Rusia                  | 27                     |    |                     |                       |               |  |
|  |                        |                        |    |                     |                       |               |  |
|  |                        |                        |    |                     | 30 de julio de 2017   |               |  |
|  |                        |                        |    |                     | Macedonia del Norte   | 22            |  |
|  |                        | Hungría                | 26 |                     |                       |               |  |
|  |                        |                        |    |                     |                       |               |  |
|  |                        |                        |    |                     |                       |               |  |
|  |                        |                        |    |                     | Séptimo puesto puesto |               |  |
|  | 29 de julio de 2017    | 29 de julio de 2017    |    | 30 de julio de 2017 | 30 de julio de 2017   |               |  |
|  | Túnez                  | 30                     |    | Rusia               | 21                    |               |  |
|  | Hungría                | 34                     |    |                     | Túnez                 | 36            |  |

| Fecha | Hora  | Local               | Resultado | Visitante | Reporte       |
| ----- | ----- | ------------------- | --------- | --------- | ------------- |
| 29-07 | 12:30 | Macedonia del Norte | 36:27     | Rusia     | MKD-RUS — PDF |
| 29-07 | 15:00 | Túnez               | 30:34     | Hungría   | TUN-HUN — PDF |
| 31-07 | 10:30 | Macedonia del Norte | 22:26     | Hungría   | MKD-HUN — PDF |
| 31-07 | 13:00 | Rusia               | 21:36     | Túnez     | RUS-TUN — PDF |

### Noveno puesto
| Fecha | Hora  | Local     | Resultado | Visitante | Reporte       |
| ----- | ----- | --------- | --------- | --------- | ------------- |
| 27-07 | 16:15 | Eslovenia | 33:26     | Croacia   | SLO-CRO — PDF |

### Decimoprimer puesto
| Fecha | Hora  | Local   | Resultado | Visitante | Reporte       |
| ----- | ----- | ------- | --------- | --------- | ------------- |
| 27-07 | 14:00 | Noruega | 33:27     | Islandia  | NOR-ISL — PDF |

### Decimotercer puesto
| Fecha | Hora  | Local   | Resultado | Visitante | Reporte       |
| ----- | ----- | ------- | --------- | --------- | ------------- |
| 27-07 | 16:15 | Argelia | 20:21     | Argentina | ALG-ARG — PDF |

### Decimoquinto puesto
| Fecha | Hora  | Local  | Resultado | Visitante   | Reporte       |
| ----- | ----- | ------ | --------- | ----------- | ------------- |
| 27-07 | 14:00 | Suecia | 33:21     | Islas Feroe | SWE-FRO — PDF |

### Copa Presidente
|  | Copa Presidente (17.º al 20.º) |

|  | Eliminatoria 17.º a 20.º | Eliminatoria 17.º a 20.º |    |                     | Decimoséptimo puesto | Decimoséptimo puesto |  |
|  |                          |                          |    |                     |                      |                      |  |
|  | 26 de julio de 2017      |                          |    |                     |                      |                      |  |
|  | Corea del Sur            | 34                       |    |                     |                      |                      |  |
|  | Egipto                   | 35                       |    |                     |                      |                      |  |
|  |                          |                          |    |                     |                      |                      |  |
|  |                          |                          |    |                     | 27 de julio de 2017  |                      |  |
|  |                          |                          |    |                     | Egipto               | 28                   |  |
|  |                          | Brasil                   | 27 |                     |                      |                      |  |
|  |                          |                          |    |                     |                      |                      |  |
|  |                          |                          |    |                     |                      |                      |  |
|  |                          |                          |    |                     | Decimonoveno puesto  |                      |  |
|  | 26 de julio de 2017      | 26 de julio de 2017      |    | 27 de julio de 2017 | 27 de julio de 2017  |                      |  |
|  | Brasil'                  | 41                       |    | Corea del Sur       | 36                   |                      |  |
|  | Arabia Saudita           | 20                       |    |                     | ' Arabia Saudita     | 30                   |  |

| Fecha | Hora  | Local         | Resultado | Visitante      | Reporte       |
| ----- | ----- | ------------- | --------- | -------------- | ------------- |
| 26-07 | 11:45 | Corea del Sur | 34:35     | Egipto         | KOR-EGY — PDF |
| 26-07 | 11:45 | Brasil        | 41:20     | Arabia Saudita | BRA-KSA — PDF |
| 27-07 | 09:30 | Corea del Sur | 36:30     | Arabia Saudita | COR-KSA — PDF |
| 27-07 | 11:45 | Egipto        | 28:27     | Brasil         | EGY-BRA — PDF |

|  | Copa Presidente (21.º al 24.º) |

|  | Eliminatoria 20.º a 24.º | Eliminatoria 20.º a 24.º |    |                     | Vigesimoprimer puesto | Vigesimoprimer puesto |  |
|  |                          |                          |    |                     |                       |                       |  |
|  | 26 de julio de 2017      |                          |    |                     |                       |                       |  |
|  | Chile                    | 22                       |    |                     |                       |                       |  |
|  | Catar                    | 49                       |    |                     |                       |                       |  |
|  |                          |                          |    |                     |                       |                       |  |
|  |                          |                          |    |                     | 27 de julio de 2017   |                       |  |
|  |                          |                          |    |                     | Catar                 | 26                    |  |
|  |                          | Marruecos                | 17 |                     |                       |                       |  |
|  |                          |                          |    |                     |                       |                       |  |
|  |                          |                          |    |                     |                       |                       |  |
|  |                          |                          |    |                     | Vigesimocuarto puesto |                       |  |
|  | 26 de julio de 2017      | 26 de julio de 2017      |    | 27 de julio de 2017 | 27 de julio de 2017   |                       |  |
|  | Burkina Faso             | 21                       |    | Chile               | 36                    |                       |  |
|  | Marruecos                | 42                       |    |                     | Burkina Faso          | 21                    |  |

| Fecha | Hora  | Local        | Resultado | Visitante    | Reporte       |
| ----- | ----- | ------------ | --------- | ------------ | ------------- |
| 26-07 | 09:30 | Chile        | 22:49     | Catar        | CHI-QAT — PDF |
| 26-07 | 09:30 | Burkina Faso | 21:42     | Marruecos    | BFA-MAR — PDF |
| 27-07 | 09:30 | Chile        | 36:21     | Burkina Faso | CHI-BFA — PDF |
| 27-07 | 11:45 | Catar        | 26:17     | Marruecos    | QAT-MAR — PDF |

## Medallero
| España                    | España    | Dinamarca              | Dinamarca | Francia             | Francia   |
| Javier González Teijón    | AR        | Simon Sejr Jensen      | AR        | Mehdi Harbaoui      | AR        |
| Xoan Manuel Ledo          | AR        | Simon Gade             | AR        | Julien Meyer        | AR        |
| Josep Folqués Ortiz       | EI        | Christian Olesen       | EI        | Adama Keïta         | EI        |
| Jaime Fernández Fernández | EI        | Lasse Nikolajsen       | EI        | Etienne Mocquais    | EI        |
| José María Márquez        | LI        | Aaron Mensing          | LI        | Romain Lagarde      | LI        |
| Daniel Dujshebaev         | LI        | Mads Kjeldgaard        | LI        | Lucas Ferrandier    | CE        |
| Santiago López García     | LI        | Lasse Møller           | LI        | Tom Pelayo          | CE        |
| Juan Muñoz de la Peña     | CE        | Tobias Jorgensen       | CE        | Aymeric Minne       | CE        |
| Francisco Castro Peña     | CE        | Jonathan Wuertz        | CE        | Vincent Maguy       | LD        |
| Rubén Río Iglesias        | LD        | Nikolaj Enderleit      | LD        | Melvyn Richardson   | LD        |
| David Fernández Alonso    | LD        | Jakob Mikkelsen        | LD        | Dika Mem            | LD        |
| Kauldi Odriozola          | ED        | Mathias Bitsch         | LD        | Florian Billant     | ED        |
| Aleix Gómez               | ED        | Sebastian Agustinussen | LD        | Yanis Lenne         | ED        |
| Antonio Bazán Legasa      | PI        | Frederik Ladefoged     | LD        | Gabriel Nyembo      | PI        |
| Asier Nieto Marcos        | PI        | Oliver Bondrop         | PI        | Hugo Kamtchop Baril | PI        |
| José Oliver Hernández     | PI        | Magnus Sugstrup Jensen | PI        | Dragan Pechmalbec   | PI        |
| Isidoro Martínez Martín   | DT        | Morten Henriksen       | DT        | Yohann Delattre     | DT        |
| Plantilla                 | Plantilla | Plantilla              | Plantilla | Plantilla           | Plantilla |

AR = Arquero - EI = Extremo Izquierdo, LI = Lateral Izquierdo, CE = Central, LD = Lateral Derecho, ED = Extremo Derecho, PI = Pivote, DT = Director Técnico

## Estadísticas

### Clasificación general
| P  | Equipo              |
| -- | ------------------- |
|    | España              |
|    | Dinamarca           |
|    | Francia             |
| 4  | Alemania            |
| 5  | Hungría             |
| 6  | Macedonia del Norte |
| 7  | Túnez               |
| 8  | Rusia               |
| 9  | Eslovenia           |
| 10 | Croacia             |
| 11 | Noruega             |
| 12 | Islandia            |
| 13 | Argentina           |
| 14 | Argelia             |
| 15 | Suecia              |
| 16 | Islas Feroe         |
| 17 | Egipto              |
| 18 | Brasil              |
| 19 | Corea del Sur       |
| 20 | Arabia Saudita      |
| 21 | Catar               |
| 22 | Marruecos           |
| 23 | Chile               |
| 24 | Burkina Faso        |

| P | Nombre              | Equipo         | G  | L   | %E   | 7m |
| - | ------------------- | -------------- | -- | --- | ---- | -- |
| 1 | Skander Zaïdi       | Túnez          | 76 | 118 | 64.4 |    |
| 1 | Lasse Møller        | Dinamarca      | 76 | 119 | 63.9 |    |
| 3 | Aleix Gómez         | España         | 55 | 76  | 72.4 |    |
| 4 | Mátyás Győri        | Hungría        | 49 | 75  | 65.3 |    |
| 5 | Gal Marguč          | Eslovenia      | 46 | 56  | 82.1 |    |
| 6 | Kim Ji-hoon         | Corea del Sur  | 45 | 59  | 76.3 |    |
| 6 | Anouar Ben Abdallah | Túnez          | 45 | 79  | 57.0 |    |
| 8 | Daniel Dujshebaev   | España         | 44 | 76  | 57.9 |    |
| 9 | Dmitrii Santalov    | Rusia          | 43 | 81  | 53.1 |    |
| 9 | Mustafa Al-Olaiwat  | Arabia Saudita | 43 | 86  | 50.0 |    |

| P  | Nombre           | Equipo              | %E   | A   | L   |
| -- | ---------------- | ------------------- | ---- | --- | --- |
| 1  | Julien Meyer     | Francia             | 37.3 | 120 | 322 |
| 2  | Xoan Ledo        | España              | 35.8 | 103 | 288 |
| 3  | Simon Gade       | Dinamarca           | 31.3 | 99  | 316 |
| 4  | Urh Kastelic     | Eslovenia           | 36.4 | 94  | 258 |
| 5  | Denis Zabolotin  | Rusia               | 29.0 | 81  | 279 |
| 6  | Khalifa Ghedbane | Argelia             | 33.9 | 80  | 236 |
| 7  | Imre Pasztor     | Hungría             | 36.0 | 76  | 211 |
| 8  | Parada Nicolás   | Chile               | 30.5 | 74  | 243 |
| 9  | Martin Tomovski  | Macedonia del Norte | 29.1 | 69  | 237 |
| 10 | Joel Birlehm     | Alemania            | 34.0 | 67  | 197 |

| P  | Nombre           | Equipo              | A |
| -- | ---------------- | ------------------- | - |
| 1  | Julien Meyer     | Francia             |   |
| 2  | Xoan Ledo        | España              |   |
| 3  | Simon Gade       | Dinamarca           |   |
| 4  | Urh Kastelic     | Eslovenia           |   |
| 5  | Denis Zabolotin  | Rusia               |   |
| 6  | Khalifa Ghedbane | Argelia             |   |
| 7  | Imre Pasztor     | Hungría             |   |
| 8  | Parada Nicolás   | Chile               |   |
| 9  | Martin Tomovski  | Macedonia del Norte |   |
| 10 | Joel Birlehm     | Alemania            |   |

## Premios
El equipo ideal y el Jugador Más Valioso (MVP) fueron anunciados el último día de la competencia (30 de julio de 2017).
| EQUIPO IDEAL      | EQUIPO IDEAL     | EQUIPO IDEAL |
| ----------------- | ---------------- | ------------ |
| Posición          | Jugador          | Equipo       |
| Arquero           | Xoan Manuel Ledo | España       |
| Extremo izquierdo | Lukas Mertens    | Alemania     |
| Lateral izquierdo | Lasse Møller     | Dinamarca    |
| Central           | Mátyás Győri     | Hungría      |
| Lateral derecho   | Dika Mem         | Francia      |
| Extremo derecho   | Aleix Gómez      | España       |
| Pivote            | Magnus Saugstrup | Dinamarca    |
| MVP               |                  |              |
| Lateral izquierdo | Lasse Møller     | Dinamarca    |

| Predecesor: Brasil 2015 | Mundial de Balonmano Junior XXI edición Argelia 2017 | Sucesor: España 2019 |